# Wybory parlamentarne w Serbii w 2008 roku
Wybory parlamentarne w Serbii w 2008 roku odbyły się 11 maja. W wyniku wyborów wyłoniono 250 deputowanych do Zgromadzenia Narodowego Republiki Serbii (Skupsztiny). Próg wyborczy wynosił 5%, nie obowiązywał w przypadku ugrupowań mniejszości narodowych.
Były to wybory przedterminowe, rozpisane przez prezydenta Borisa Tadicia po rozwiązaniu parlamentu, zaledwie rok od poprzednich wyborów. Wraz z nimi przeprowadzone zostały wybory samorządowe.

## Tło wyborów
Rozpisanie przedterminowych wyborów spowodowane było kryzysem politycznym wywołanym przez deklarację niepodległości Kosowa. Po tym wydarzeniu doszło do rozłamu między partiami tworzącymi koalicję rządową. Opozycyjna Serbska Partia Radykalna zgłosiła projekt rezolucji zakładającej wstrzymanie negocjacji z Unią Europejską w związku z poparciem przez większość państw członkowskich secesji Kosowa. Aprobatę dla rezolucji wyraził urzędujący premier Vojislav Koštunica, lider Demokratycznej Partii Serbii. Krytyczne wobec wiązania rozmów z UE ze sprawą Kosowa pozostały konserwatywno-liberalna G17 Plus oraz prezydencka Partia Demokratyczna.
Sporną kwestią pozostawała organizacja wyborów w regionach Kosowa zamieszkiwanych przez Serbów, w wywiadzie dla belgradzkiej taki zamiar wyraził premier Vojislav Koštunica. Wydany przez rząd dekret wskazywał na 16 miejscowości, w tym Prisztinę. Ogłoszenie tych planów spotkało się z reakcją szefa UNMIK, Joachima Rückera, który oświadczył, że tylko ONZ ma prawo do organizowania wyborów na obszarze Kosowa. Jednocześnie wystosował do strony serbskiej zaproszenie do pomocy przy organizacji wyborów lokalnych wśród kosowskich Serbów, ale w innym terminie. Ostatecznie wybory odbyły się, ONZ pomimo uznania ich za nielegalne nie reagowała. Również przywódcy Albańczyków zachowali bierność, poprzestając na apelach o wstrzymanie się od głosowania. Uprawnionych do głosowania na terenie Kosowa było około 100 tysięcy Serbów.

## Wyniki wyborów
| Lista wyborcza                                                  | Głosy     | %     | Mandaty | +/– |
| --------------------------------------------------------------- | --------- | ----- | ------- | --- |
| O Europejską Serbię – Boris Tadić1                              | 1 590 200 | 38,42 | 102     | +15 |
| Serbska Partia Radykalna – Dr Vojislav Šešelj                   | 1 219 436 | 29,46 | 78      | –3  |
| Demokratyczna Partia Serbii i Nowa Serbia – Vojislav Koštunica2 | 480 987   | 11,62 | 30      | –13 |
| SPS – PUPS – US3                                                | 313 896   | 7,58  | 20      | +2  |
| Partia Liberalno-Demokratyczna – Čedomir Jovanović4             | 216 902   | 5,24  | 13      | +6  |
| Koalicja Węgierska – István Pásztor5                            | 74 874    | 1,81  | 4       | +1  |
| Bośniacka Lista o Europejski Sandżak – Dr Sulejman Ugljanin     | 38 148    | 0,92  | 2       | –   |
| Ruch Siła Serbii – Bogoljub Karić                               | 22 250    | 0,54  | –       | –   |
| Albańska Koalicja Doliny Preszewa                               | 16 801    | 0,41  | 1       | –   |
| Ludowa Partia Chłopska – Marijan Rističević                     | 12 001    | 0,29  | –       | –   |
| Partia Reformatorska – Dr Aleksandar Višnjić                    | 10 563    | 0,26  | –       | –   |
| Partia Romska – Srđan Šajn                                      | 9103      | 0,22  | –       | –1  |
| Ruch Moja Serbia – Branislav Lečić                              | 8879      | 0,21  | –       | –   |
| Zjednoczeni Wołosi Serbii – Dr Predrag Balašević                | 6956      | 0,17  | –       | –   |
| Obywatelska Inicjatywa Gorańców – GIG                           | 5453      | 0,13  | –       | –   |
| Romowie dla Romów – Miloš Paunković                             | 5115      | 0,12  | –       | –   |
| Związek Romów Serbii – Dr Rajko Đurić                           | 4732      | 0,11  | –       | –1  |
| Partia Wojwodiny – Mr Igor Kurjački                             | 4208      | 0,1   | –       | –   |
| Ruch Ludowy dla Serbii – Milan Paroški                          | 3795      | 0,09  | –       | –   |
| Partia Czarnogórców – Nenad Stevović                            | 2923      | 0,07  | –       | –   |
| Liga Buniewców – Mirko Bajić                                    | 2023      | 0,05  | –       | –   |
| Patriotyczna Partia Diaspory – Zoran Milinković                 | 1991      | 0,05  | –       | –   |
| Głosy nieważne i puste                                          | 88 148    | –     | –       | –   |
| Razem                                                           | 4 139 384 | 100   | 250     | –   |
| Uprawnieni/frekwencja                                           | 6 749 688 | 61,33 | –       | –   |

Uwagi:
1 Koalicja Partii Demokratycznej (DS), G17 Plus i innych ugrupowań. Spośród 102 mandatów 64 przypadły DS, 24 G17 Plus, 5 Lidze Socjaldemokratów Wojwodiny, 4 Demokratycznej Partii Sandżaku, 4 Serbskiemu Ruchowi Odnowy, 1 DSHV.
2 Demokratyczna Partia Serbii otrzymała 21 mandatów, Nowa Serbia 9 mandatów.
3 SPS otrzymała 11 mandatów, PUPS 5 mandatów, US 3 mandaty, Ruch Weteranów 1 mandat.
4 Partia Liberalno-Demokratyczna otrzymała 11 mandatów, SDU 1 mandat, DHSS 1 mandat.
5 Koalicja ugrupowań mniejszości węgierskiej skupiona wokół Związku Węgrów Wojwodiny.

## Sytuacja po wyborach
W wyborach zwycięstwo odniosła prezydencka koalicja O europejską Serbię skupiona wokół Partii Demokratycznej, wyprzedzając Serbską Partię Radykalną oraz Demokratyczną Partię Serbii. Czwarte miejsce zajęła utworzona niegdyś przez Slobodana Miloševicia Socjalistyczna Partia Serbii. Brak zdecydowanej przewagi partii prounijnych prowadził do komentarzy sugerujących możliwość utworzenia rządu przez SRS wraz z DSS i SPS. 24 czerwca lider socjalistów Ivica Dačić poinformował o utworzeniu zawarcia koalicji ze zwycięską DS. Koalicja dysponowała 122 mandatami w 250-osobowej Skupsztinie, większość parlamentarną zapewniły ugrupowania mniejszości narodowych.